# Henri Rolland
Henri Marie Jules Joseph Rolland (geboren am 1. Januar 1887 in Nizza; gestorben am 4. Dezember 1970 in Saint-Rémy-de-Provence) war ein französischer Genealoge, Numismatiker und Klassischer Archäologe. Im Jahr 1961 zum korrespondierenden Mitglied der Académie des inscriptions et belles-lettres gewählt, galt Henri Rolland als Doyen unter den französischen Archäologen.

## Leben
Henri Rolland, Sohn des Genealogen und Heraldikers Victor Rolland (1843–1912), studierte Architektur in Paris. Im Anschluss unterstützte er ab 1909 seinen Vater bei dessen genealogischen und heraldischen Forschungen. Auch nach dem Tod des Vaters setzte er diese Tätigkeit – unterbrochen von seinem Militärdienst während des Ersten Weltkriegs in Frankreich und im Nahen Osten – bis 1921 fort und veröffentlichte verschiedene Supplementbände zu dem von Johannes Baptista Rietstap gegründeten Wappenbuch Armorial général.
Von den Wappen wandte er sein Interesse der Numismatik zu, speziell den Münzen der Provence. Im Jahr 1922 rief er den Courrier numismatique ins Leben, der erstmals im Herbst 1923 erschien und bis 1933 jährlich in mehreren Heften seltene Münzen und Neufunde vorstellte. Ein großer Teil der Beiträge stammten von Henri Rolland – ab 1924 Mitglied der Société Française de Numismatique und von 1939 bis 1941 deren Präsident – selbst, der sich auch entlegenen Themen wie den Münzen Kambodschas widmete. Im Rahmen seiner numismatischen Studien stieß er zu den Ausgrabungen in Glanum, die 1921 unter der Leitung von Pierre de Brun, Direktor des Musee des Alpilles, und Jules Formigé, Architecte en chef des monuments historiques, begonnen worden waren. Ab 1928 war Henri Rolland Teil des Forscherteams in Glanum und publizierte 1932 den Band Numismatique de Glanum. Im gleichen Jahr erschien mit Rollands Maison hellénistique de Glanon die erste Veröffentlichung eines der von Pierre de Brun freigelegten Gebäude, 1933 folgte ein Band zu den gallo-griechischen Inschriften aus Glanum. Als Ergänzung und Überarbeitung zum Band 12 des Corpus Inscriptionum Latinarum, in dem 1888 die Inschriften aus Saint-Rémy-de-Provence veröffentlicht worden waren, publizierte Henri Rolland 1944 einen umfassenden Aufsatz zu den Inschriften aus Glanum.
Henri Rollands archäologische Interessen waren nicht nur hinsichtlich des materiellen Spektrums breit angelegt, sondern auch hinsichtlich der untersuchten Zeiträume. Er war gleichermaßen prähistorischen, keltischen und griechischen Zeugnissen der Provence zugewandt. Im Jahr 1935 begann er die Ausgrabung des keltischen Oppidums bei der Kapelle Saint-Blaise nahe Saint-Mitre-les-Remparts, ein Ort, der – abgesehen von Siedlungsspuren der Steinzeit und der Bronzezeit – ab dem 7. Jahrhundert v. Chr. bis ins 11. Jahrhundert zuletzt unter dem Namen Ugium besiedelt war. Die Ausgrabung des Ortes beschäftigte Rolland bis kurz vor seinem Tod.
Mit dem Tod Pierre de Bruns und der Neuorganisation der französischen Ausgrabungen durch Jérôme Carcopino im Jahr 1941 bot sich Henri Rolland, der 1938 korrespondierendes Mitglied des Comité des travaux historiques et scientifiques wurde, die Möglichkeit, die Ausgrabungsleitung in Glanum zu übernehmen. Von 1942 bis 1969 hatte er diese Position inne und avancierte mit seinen beiden großen Hauptgrabungen – neben kleineren weiteren Unternehmungen, etwa der Ausgrabung in Ollioules – zu einem der bedeutendsten und einflussreichsten Archäologen in Frankreich. Über viele Jahre bestimmte er neben Fernand Benoit, mit dem ihn ein nicht einfaches Verhältnis verband, das französische Ausgrabungswesen in der Provence, nicht zuletzt in seiner Funktion als Direktor über die Altertümer der Provence von 1956 bis 1964: Er galt als Doyen unter den französischen Archäologen. Im Jahr 1961 wurde er korrespondierendes Mitglied der Académie des inscriptions et belles-lettres. Erst in den 1960er-Jahren drängte eine neue Generation junger Forscher mit neuen Fragestellungen und neuen methodischen Ansätzen in die Domäne der beiden Wissenschaftler.

## Publikationen (Auswahl)
- Numismatique de la République romaine. Catalogue raisonné. Ciani, Paris 1921.
- Monnaies des comtes de Provence. Picard et Bourgey, Paris 1956.
- mit Robert Brichet: Glanum. Saint-Rémy-de-Provence. Les Éditions du Temps, Paris 1960.
- La Maison hellénistique de Glanon. Castanet, Bergerac 1932.
- Dauphin, contribution à son histoire. Bulletin de la Société scientifique et littéraire des Basses-Alpes, Digne 1933.
- Les Inscriptions préromaines du musée des Alpilles (= Cahiers d’histoire et d’archéologie. Band 20). Larguier, Nîmes 1933.
- Saint-Remy de Provence. Imprimerie générale du Sud-Ouest, Bergerac 1934.
- Monnaies françaises. Étude d’après le cabinet numismatique de M. Georges Motte de Roubaix. Protat frères, Mâcon 1934.
- Les Donatifs de Carpentras. Etude héraldique et biographique. Georges Saffroy, Paris 1935.
- Fouilles de Glanum (Saint-Rémy-de-Provence) (= Gallia. Supplement 1). Boccard, Paris 1946.
- Fouilles de Saint-Blaise (Bouches-du-Rhône) (= Gallia. Supplement 3). Centre national de la recherche scientifique, Paris 1951.
- Fouilles de Saint-Blaise (1951–1956) (= Gallia. Supplement 7). Centre national de la recherche scientifique, Paris 1956.
- Fouilles de Glanum (= Gallia. Supplement 11). Centre national de la recherche scientifique, Paris 1958.
- mit Émile Espérandieu, Albert Grenier: Bronzes antiques de la Seine-Maritime (= Gallia. Supplement 13). Centre national de la recherche scientifique, Paris 1959.
- Bronzes antiques de haute-Provence (Basses-Alpes, Vaucluse) (= Gallia. Supplement 18). Centre national de la recherche scientifique, Paris 1965.
- Le Mausolée de Glanum (= Gallia. Supplement 21). Centre national de la recherche scientifique, Paris 1969.
- L’arc de Glanum (= Gallia. Supplement 31). Centre National de la Recherche Scientifique, Paris 1977.